# Labour Party (Zuid-Afrikaanse kleurlingen)
De Labour Party of South Africa (Afrikaans: Arbeidersparty van Suid-Afrika, Nederlands: Arbeiderspartij van Zuid-Afrika) was een Zuid-Afrikaanse partij voor kleurlingen van 1969 tot 1994.

## Geschiedenis
De Labour Party (LP) werd in 1969 opgericht door kleurlingen die streefden naar de geleidelijke afschaffing van apartheid en het toekennen van burgerrechten aan de niet-blanke bevolkingsgroepen. De partij meende dat gewelddadig verzet tegen de blanke overheid niet de juiste weg was en wees als zodanig de guerrillastrijd van de Umkhonto we Sizwe ("Speer van de Natie") tegen het apartheidsregime af.
Bij de verkiezingen voor de Kleurlingenraad (Coloured Representative Council, CRC) die op 24 september 1969 plaatsvonden behaalde de LP 26 van de 40 zetels en werd daarmee veruit de grootste partij. De participatie van de LP in de Kleurlingenraad - een orgaan opgericht door de regering - werd door felle tegenstanders van de apartheid binnen de eigen gemeenschap sterk afgekeurd. Desalniettemin stelde de LP zich in de Kleurlingenraad onder leiding van fractievoorzitter M.D. Arendse zeer kritisch op tegenover de regering. In 1975 wist de LP haar zetelaantal uit te breiden naar 31 zetels. Sonny Leon, de nieuwe leider van de LP, werd gekozen tot voorzitter van de Kleurlingenraad. Tijdens zijn openingsrede van de nieuwe Kleurlingenraad op 12 september 1975 verdaagde Leon de zitting van de raad totdat de regering had besloten een echte parlementaire vertegenwoordiging toe te staan. Leon werd hierop door de staatspresident N. Diederichs ontslagen en vervangen door een aanhanger van de apartheid.
De Labour Party bleef actief binnen de Kleurlingenraad en Leon werd, ondanks zijn optreden, gezien als te coöperatief. Later werd ds. Allan Hendrickse gekozen tot leider van de LP. Hendrickse werkte samen met de autoriteiten om te komen tot een vorm van machtsdeling. In overleg met premier P.W. Botha kwam begin jaren 80 de Presidentiële Raad tot stand, een soort superkabinet, waarin vertegenwoordigers van blanken, kleurlingen en Indiërs zaten. Een aantal Kleurlingen in de Presidentiële Raad behoorden tot de Labour Party. Op advies van de Presidentiële Raad werd de zogenaamde "machtsdeling" verder uitgebreid, zo kwam in 1984 het driekamerparlement tot stand, met kamers voor blanken (Volksraad), Indiërs (Raad van Afgevaardigden) en Kleurlingen (Raad van Vertegenwoordigers). Bij de parlementsverkiezingen van 22 augustus 1984 werd de LP met 76 van de 80 zetels veruit de grootste partij. Maar bij een opkomst van maar 18% van de kiesgerechtigde kleurlingen was dit nauwelijks een overwinning te noemen.
Na de verkiezingen werd ds. Hendrickse Chief Minister (eerste minister) van het Kleurlingenkabinet dat was samengesteld uit leden van de Raad van Vertegenwoordigers. Het Kleurlingenkabinet bestond uitsluitend uit leden van de Labour Party. Bij de verkiezingen van 1989 verloor de LP 7 zetels, maar bleef de grootste partij en Hendrickse bleef Chief Minister. In het begin van de jaren 90 maakte staatspresident Frederik Willem de Klerk bekend dat ook niet-blanken tot de Nasionale Party (NP) mochten toetreden. Een redelijk groot aantal Labour-parlementariërs sloot zich hierna aan bij de NP waarna de positie van de Labour Party aanzienlijk verzwakte. In 1992 diende een groep van oud-Labourpolitici (thans leden van de NP) onder leiding van Jac Rabie een motie van wantrouwen in tegen Hendrickse die werd aangenomen door een meerderheid van leden van de Raad van Vertegenwoordigers en het einde betekende van het door de LP gedomineerde Kleurlingenkabinet.
Ofschoon de LP wilde meedoen aan de eerste democratische en multiraciale parlementsverkiezingen van 1994, maar peilingen gaven een weinig hoopvol beeld voor de Labour Party. Hendrickse ontbond daarop de partij en hij en zijn collega's gingen over tot het Afrikaans Nationaal Congres (ANC) van dr. Nelson Mandela.
De New Labour Party van Peter Marais kan worden gezien als een voortzetting van de LP.
De partij mag niet worden verward met de Labour Party (1910-1958), die zich vooral richtte op blanke Engelstalige arbeiders.

## VerkiezingsresultatenKleurlingenraad/Raad van Vertegenwoordigers1969-1989
| Jaar | %  | Zetels                                                                             |
| ---- | -- | ---------------------------------------------------------------------------------- |
| 1969 | 65 | 26 van de 40                                                                       |
| 1975 | 78 | 31 van de 40                                                                       |
| 1984 | 95 | 76 van de 80                                                                       |
| 1989 | 86 | 69 van de 80 (enkel de rechtstreeks gekozen zetels)                                |
| 1989 | 87 | 74 van de 85 (inclusief 3 indirect gekozen zetels en 2 door de president benoemde) |

## Partijleiders
- M.D. Arendse
- Sonny Leon
- Ds. Allan Hendrickse

## Verwijzingen
1. ↑  (en) Minutes of the Labour Party of South Africa (3-5 januari 1983). Gearchiveerd op 26 juli 2020. Geraadpleegd op 26 juli 2020.
2. ↑  Winkler Prins Encyclopedisch Jaarboek 1970, door: red. Winkler Prins, blz. 401
3. 1 2  Winkler Prins Encyclopedisch Jaarboek 1976, door: red. Winkler Prins, blz. 386
4. ↑  Elections in South Africa. africanelections.tripod.com. Geraadpleegd op 20 december 2019.